# Marc Guéhi
Addji Keaninkin Marc-Israel Guéhi (Abidjan, 13 de julho de 2000), conhecido simplesmente como Marc Guéhi, é um futebolista profissional marfinense-inglês que atua como zagueiro. Atualmente joga pelo Crystal Palace, clube da Premier League, e representa a Seleção Inglesa.
Guéhi foi formado nas categorias de base do Chelsea, tendo passado duas temporadas emprestado pelos Blues ao Swansea City. Em julho de 2021, assinou pelo Crystal Palace, tornando-se a 3ª contratação mais cara da história do clube. Internacionalmente, representa Inglaterra desde os escalões jovens, tendo sido titular habitual na seleção vencedora do Mundial Sub-17 de 2017.

## Infância
Guéhi nasceu em Abidjan, Costa do Marfim. Com 1 ano de idade, mudou-se, com a família, para Londres, Inglaterra. O seu pai era ministro de uma igreja local, o que levou a que a infância de Marc priorizasse a religião e educação face ao futebol. Com 6 anos, Guéhi começou a jogar na formação do Cray Wanderers, onde foi treinado por um olheiro do Chelsea, clube da Premier League. Dois anos depois, o jovem juntou-se à formação dos Blues, onde foi progredindo ao longo das equipas juvenis.

## Carreira

### Chelsea
Guéhi jogou regularmente pela equipa Sub-18 do Chelsea que venceu 3 troféus em 2017. Em setembro de 2017, assinou o seu primeiro contrato profissional com o Chelsea, com duração de 3 anos. Na época seguinte, Marc ajudou os Sub-18 a vencer 4 troféus e a atingir a final da Youth League.
A 12 de maio de 2019, Guéhi foi pela primeira vez convocado para um jogo do Chelsea na Premier League, mas não saiu do banco num empate por 0–0 em casa do Leicester City. Na temporada 2019–20, Marc voltou a ser suplente não utilizado noutras três ocasiões. A 17 de setembro, foi pela primeira vez convocado para uma partida da Liga dos Campeões, mas voltou a não sair do banco numa derrota por 1–0 frente ao Valencia. Na semana seguinte, Guéhi fez a sua estreia profissional, numa vitória por 7–1 sobre o Grimsby Town, na 3ª ronda da EFL Cup. O seu segundo (e último) jogo pelo Chelsea decorreu a 30 de outubro, numa derrota por 2–1 frente ao Manchester United, na ronda seguinte da competição.

### Swansea City
A 10 de janeiro de 2020, Guéhi foi emprestado ao Swansea City, do Championship, para a 2ª metade da temporada 2019–20. Os Swans eram comandados por Steve Cooper, que tinha treinado Marc na Seleção Sub-17 de Inglaterra que vencera o Mundial Sub-17 de 2017. Após dois jogos como suplente não utilizado, o jovem fez a sua estreia pelo Swansea a 25 de janeiro, numa derrota por 2–0 para o Stoke City. Guéhi manteve a titularidade nos 4 jogos seguintes, mas foi alvo de críticas devido ao facto de a equipa não ter vencido nenhuma das 5 em que jogara. Cooper defendeu Marc, referindo que "é difícil para os jovens jogadores causarem um impacto instantâneo".
Posteriormente a uma pausa de 3 meses devido à pandemia de COVID-19, Guéhi, após dois jogos no banco, regressou aos relvados como substituto nos últimos minutos de um empate por 1–1 contra o Millwall. A 5 de julho, Marc fez a sua primeira partida a titular em 5 meses, numa vitória por 2–1 sobre o Sheffield Wednesday. O jovem foi titular nos últimos 5 jogos do Swansea no Championship, ajudando o clube a garantir a 6ª posição na tabela, classificando-se para os play-offs de promoção. Guéhi jogou em ambas as mãos da semifinal, onde os Swans foram derrotados por 3–2 (resultado agregado) pelo Brentford.
A 26 de agosto de 2020, Guéhi voltou a ser emprestado ao Swansea para a temporada 2020–21. Tornou-se uma das figuras principais da equipa, sendo o 5º jogador dos Swans com mais minutos ao longo da época. Marc integrou uma defesa que não sofreu golos nos seus primeiros 3 jogos, contra Preston North End, Birmingham City e Wycombe Wanderers; e totalizou 17 jogos sem sofrer golos no Championship, ajudando o Swansea a terminar em 4º lugar. Guéhi jogou todos os minutos do play-off, com os Swans a vencer o Barnsley por 2–1 (resultado agregado) nas semifinais, antes de serem derrotados por 2–0 na final, pelo Brentford.

### Crystal Palace
A 18 de julho de 2021, Guéhi assinou um contrato de 5 anos com o Crystal Palace, que pagou 18 milhões de libras ao Chelsea pelo defesa-central, tornando-se a 3ª contratação mais cara da história dos Eagles, atrás de Christian Benteke e Mamadou Sakho. O Chelsea manteve uma percentagem dos direitos do jogador, para além de manter direito de preferência caso decidisse recontratar Marc no futuro.

## Carreira Internacional
Guéhi foi capitão da Seleção Sub-17 Inglesa no Euro Sub-17 de 2017, disputado em maio de 2017. Participou em todas as partidas da competição, marcando no jogo de abertura, numa vitória por 3–1 sobre a Noruega. Inglaterra chegou à final, onde foi derrotada nas grandes penalidades pela Espanha. Em outubro, Guéhi foi convocado para o Mundial Sub-17 de 2017. A 28 de outubro, marcou o 4º golo inglês na final, numa vitória por 5–2 sobre Espanha, ajudando os jovens ingleses a sagrarem-se campeões mundiais.
Em outubro de 2018, Guéhi foi convocado pela Seleção Sub-19 Inglesa, marcando num amigável contra Portugal. Posteriormente, marcou em jogos de qualificação para o Euro Sub-19 de 2019 contra Chéquia e Dinamarca.
Em agosto de 2019, Guéhi foi pela primeira vez incluído na convocatória da Seleção Sub-21 Inglesa. A 6 de setembro de 2021, o selecionador Lee Carsley anunciou Guéhi como novo capitão dos Sub-21.
Em março de 2022, Guéhi foi pela primeira vez convocado por Gareth Southgate para a Seleção principal de Inglaterra, para amigáveis contra Suíça e Costa do Marfim. A 26 de março, Marc fez a sua estreia internacional sénior em Wembley, frente aos suíços.

## Estatísticas de Carreira

### Clube
- Atualizado até 28 de maio de 2023

| Clube               | Temporada         | Campeonato        | Campeonato | Campeonato | FA Cup | FA Cup | EFL Cup | EFL Cup | Competições Europeias | Competições Europeias | Outros | Outros | Total | Total |
| Clube               | Temporada         | Divisão           | Jogos      | Golos      | Jogos  | Golos  | Jogos   | Golos   | Jogos                 | Golos                 | Jogos  | Golos  | Jogos | Golos |
| ------------------- | ----------------- | ----------------- | ---------- | ---------- | ------ | ------ | ------- | ------- | --------------------- | --------------------- | ------ | ------ | ----- | ----- |
| Chelsea Sub-23      | 2018–19           | —                 | —          | —          | —      | —      | —       | —       | —                     | —                     | 5      | 0      | 5     | 0     |
| Chelsea Sub-23      | 2019–20           | —                 | —          | —          | —      | —      | —       | —       | —                     | —                     | 2      | 0      | 2     | 0     |
| Chelsea Sub-23      | Total             | Total             | —          | —          | —      | —      | —       | —       | —                     | —                     | 7      | 0      | 7     | 0     |
| Chelsea             | 2018–19           | Premier League    | 0          | 0          | 0      | 0      | 0       | 0       | 0                     | 0                     | 0      | 0      | 0     | 0     |
| Chelsea             | 2019–20           | Premier League    | 0          | 0          | 0      | 0      | 2       | 0       | 0                     | 0                     | 0      | 0      | 2     | 0     |
| Chelsea             | Total             | Total             | 0          | 0          | 0      | 0      | 2       | 0       | 0                     | 0                     | 0      | 0      | 2     | 0     |
| Swansea City (emp.) | 2019–20           | Championship      | 12         | 0          | —      | —      | —       | —       | —                     | —                     | 2      | 0      | 14    | 0     |
| Swansea City (emp.) | 2020–21           | Championship      | 40         | 0          | 2      | 0      | 0       | 0       | —                     | —                     | 3      | 0      | 45    | 0     |
| Swansea City (emp.) | Total             | Total             | 52         | 0          | 2      | 0      | 0       | 0       | —                     | —                     | 5      | 0      | 59    | 0     |
| Crystal Palace      | 2021–22           | Premier League    | 36         | 2          | 5      | 2      | 1       | 0       | —                     | —                     | —      | —      | 42    | 4     |
| Crystal Palace      | 2022–23           | Premier League    | 37         | 1          | 1      | 0      | 2       | 0       | —                     | —                     | —      | —      | 40    | 1     |
| Crystal Palace      | Total             | Total             | 73         | 3          | 6      | 2      | 3       | 0       | 0                     | 0                     | 0      | 0      | 82    | 5     |
| Total de Carreira   | Total de Carreira | Total de Carreira | 125        | 3          | 8      | 2      | 5       | 0       | 0                     | 0                     | 12     | 0      | 150   | 5     |

1. 1 2  Jogos no EFL Trophy
2. 1 2  Jogos nos play-offs do Championship

### Internacional
- Atualizado até 16 de junho de 2022[carece de fontes?]

| Seleção    | Ano   | Jogos | Golos |
| ---------- | ----- | ----- | ----- |
| Inglaterra | 2022  | 3     | 0     |
| Inglaterra | 2023  | 1     | 0     |
| Total      | Total | 4     | 0     |

## Títulos
Crystal Palace
- Copa da Inglaterra: 2024–25
- Supercopa da Inglaterra: 2025[56]

Inglaterra Sub-17
- Mundial Sub-17: 2017[57]
- Vice-campeão do Euro Sub-17: 2017[46]

Individual
- Equipa do Torneio do Euro Sub-17: 2017[58]